# Lawrencega hewitti
Lawrencega hewitti es una especie de arácnido  del orden Solifugae de la familia Melanoblossidae.

## Distribución geográfica
Se encuentra en el sur de África.